# Kevin Seeldraeyers
Kevin Seeldraeyers (ur. 12 września 1986 w Boom) – belgijski kolarz szosowy.

## Najważniejsze osiągnięcia
- 2007
  - 5. miejsce w Tour de Georgia
- 2009
  - 7. miejsce w Paryż-Nicea
  - 14. miejsce w Giro d’Italia
    -  1. miejsce w klasyfikacji młodzieżowej
- 2011
  - 8. miejsce w Volta a Catalunya
- 2013
  - 3. miejsce w Österreich-Rundfahrt
    - 1. miejsce na 1. i 2. etapie

## Starty w Wielkich Tourach
| Grand Tour | 2008 | 2009 | 2010 | 2011 | 2012 | 2013 |
| ---------- | ---- | ---- | ---- | ---- | ---- | ---- |
| Giro       | 73.  | 14.  | -    | 50.  | 33.  | -    |
| Tour       | -    | -    | 134. | -    | -    | -    |
| Vuelta     | -    | -    | -    | 23.  | 39.  | –    |